# Arvicanthis nairobae
Arvicanthis nairobae е вид гризач от семейство Мишкови (Muridae). Видът не е застрашен от изчезване.

## Разпространение
Разпространен е в Кения и Танзания.

## Описание
Популацията на вида е стабилна.